# Rural City of Swan Hill
Swan Hill är en region i Australien. Den ligger i delstaten Victoria, omkring 340 kilometer nordväst om delstatshuvudstaden Melbourne. Antalet invånare är 20 867.
Följande samhällen finns i Swan Hill:
- Swan Hill
- Robinvale
- Piangil

Trakten runt Swan Hill består till största delen av jordbruksmark. Trakten runt Swan Hill är nära nog obefolkad, med mindre än två invånare per kvadratkilometer. Genomsnittlig årsnederbörd är 305 millimeter. Den regnigaste månaden är februari, med i genomsnitt 52 mm nederbörd, och den torraste är november, med 8 mm nederbörd.